# Hyles velutina
Hyles velutina är en fjärilsart som beskrevs av Stauder. 1913. Hyles velutina ingår i släktet Hyles och familjen svärmare. Inga underarter finns listade i Catalogue of Life.